# 安岡昭男
安岡 昭男（やすおか あきお、1927年9月12日 - 2016年7月27日）は、日本の歴史学者。法政大学名誉教授、文学博士（法政大学・論文博士・1971年）。専門は日本近代史。

## 経歴
1927年、後に山梨県知事となる安岡正光の子として兵庫県神戸市に生まれる。1945年、獨逸学協会学校中等部卒業、東京工業専門学校機械科第二へ進学（のち中退）。1949年、法政大学高等師範部歴史地理科卒業、法政大学二部文学部史学科に入学。1953年、法政大学二部文学部史学科卒業、川村高等学校教諭に着任するかたわら、法政大学大学院人文科学研究科日本史学専攻修士課程へ進学。1956年、川村短期大学専任講師に着任。1957年、法政大学大学院人文科学研究科日本史学専攻修士課程修了、同博士課程へ進学。
1958年、 法政大学文学部研究助手（〜1961年）、1962年川村短期大学助教授（〜1963年）、同年法政大学文学部兼任講師。1963年、法政大学大学院人文科学研究科日本史学専攻博士課程修了、法政大学文学部専任講師。1966年、東京大学文学部内地留学員（〜1967年）。1968年法政大学文学部助教授に就任（〜1971年）、1971年法政大学文学部教授（〜1998年）。1977年法政大学沖縄文化研究所兼任担当所員（〜1998年）、1984年法政大学沖縄文化研究所所長（〜1986年、1989年再任〜1992年）。
1998年法政大学文学部名誉教授、法政大学沖縄文化研究所客員所員。2006年瑞宝中綬章を受章。
2016年死去。

## 著書

### 単著
- 『明治維新と領土問題』（教育社〈教育社歴史新書〉、1980年）
- 『日本近代史』（芸林書房、1982年）
- 『中国福建省・琉球列島交渉史の研究』（法政大学、1992-94年）
- 『明治前期日清交渉史研究』（巌南堂書店、1995年）
- 『明治前期大陸政策史の研究』（法政大学出版局、1998年）
- 『幕末維新の領土と外交』（清文堂出版、2002年）
- 『副島種臣』（吉川弘文館〈人物叢書〉、2012年）
- 『陸奥宗光　人と思想』（清水書院、2012年、新版2016年）

### 編著
- 岩生成一監修『海外交渉史の視点』第3巻 近代・現代（今井庄次共編、日本書籍、1976年）
- 『幕末維新史事典』（神谷次郎共編、新人物往来社、1983年）
- 『近現代史用語事典』（新人物往来社、1992年）
- 『幕末維新人名事典』（宮崎十三八共編、新人物往来社、1994年）
- 『近代日本の形成と展開』（巌南堂書店、1998年）
- 『日本陸海軍事典』（原剛共編、新人物往来社、1997年）※2003年にコンパクト版（上・下巻）が同社で再版
- 『幕末維新大人名事典』上・下組（新人物往来社、2010年）

### 論文
- 「日清間琉球案件交渉の挫折」（『法政史学』7号、1955年）
- 「琉球所属を繞る日清交渉の諸問題」（『法政史学』9号、1957年）
- 「明清時代外藩教化の一斑」（林友春編『近世中国教育史研究 その文教政策と庶民教育』国土社、1958年）
- 「明治初期の対露警戒論に関する一考察－朝鮮半島をめぐって」（『法政史学』13号、1960年）
- 「明治初期の樺太問題と政府要路」（『法政史学』15号、1962年）
- 「日清間の琉球帰属問題」（『歴史教育』13巻1号、1965年）
- 「明治前半期における井上馨の東亜外交政略」（『法政史学』17号、1965年）
- 「1880年代の朝鮮をめぐる日露関係」（『国際政治』31号、1965年）
- 「岩倉使節の派遣と成果」（『歴史教育』14巻1号、1966年）
- 「井上馨論」（『国際政治』33号、1966年）
- 「「隣邦兵備略」と山県有朋」（『法政大学文学部紀要』12号、1967年）
- 「明治維新と外交」（『大倉山論集』9号、1968年）
- 「岩倉具視の外交政略」（『法政史学』21号、1969年）
- 「日清戦争前の対清論策」（『軍事史学』16号、1969年）
- 「幕末対露論の動向」（『法政史学』23号、1971年）
- 「台湾出兵－征蕃と対清開戦準備」（『軍事史学』10巻1･2号、1974年）
- 「外交家としての森有礼」（森克己博士古稀記念会編『対外関係と政治文化 史学論集〔3〕』吉川弘文館、1974年）
- 「東邦協会についての基礎的研究」（『法政大学文学部紀要』22号、1976年）
- 「幕末明治初期の日露領土問題と英国（日英関係の史的展開）」（『季刊国際政治』58号、1977年）
- 「小笠原島と江戸幕府の施策」（岩生成一編『近世の洋学と海外交渉』巖南堂書店、1979年）
- 「東邦協会と副島種臣」（『政治経済史学』169号、1980年）
- 「明治前期官辺の沖縄論策」（『沖縄文化研究』10号、1982年）
- 「万国公法と明治外交」（『政治経済史学』200号、1983年）
- 「幕末異国船の久米島来航」（法政大学百周年記念久米島調査委員会編『沖縄久米島の総合的研究』弘文堂、1984年）
- 「明治期田中光顕の周辺」（『法政史学』37号、1985年）
- 「保安条例と西哲夢物語」（『日本古書通信』52巻2号、1987年）
- 「明治前期官辺の台湾論策」（『沖縄文化研究』16号、1990年）
- 「明治19年長崎清国水兵争闘事件」（『法政大学文学部紀要』36号、1990年）
- 「明治期の日清交渉と福州・厦門・台湾 調査報告に代えて」（法政大学沖縄文化研究所編『中国福建省・琉球列島交渉史の研究 <中間報告>』法政大学沖縄文化研究所、1991年）
- 「山県有朋と琉球処分－壬申8月建議をめぐって」（『政治経済史学』312号、1992年）
- 「明治陸軍と福建」（『軍事史学』28巻4号、1993年）
- 「海事面から見た征台前後」（石井謙治編『日本海事史の諸問題 対外関係編』文献出版、1995年）
- 「上野景範公使の西葡両国訪問」（『政治経済史学』364号、1996年）
- 「仏学会に関する基礎的研究(1) 東京仏学校・東京仏語学校など」（『法政大学文学部紀要』42号、1996年）
- 「仏学会に関する基礎的研究(2) 仏学会の活動」（『法政大学文学部紀要』43号、1997年）
- 「初期の東京地学協会と軍人」（『政治経済史学』400号、1999年）
- 「日本における万国公法の受容と適用」（『東アジア近代史』2号、1999年）
- 「尾佐竹猛と福本和夫」（『歴史民俗学』14号、1999年）
- 「慶応・明治初期の万国公法点描」（『日本古書通信』64巻7号、1999年）
- 「尚泰と廃藩置県」（喜舎場一隆編『琉球・尚氏のすべて』新人物往来社、2000年）
- 「琉球藩船大有丸小史」（『海事史研究』59号、2002年）
- 「日露戦争と外国観戦武官」（『政治経済史学』438･439号、2003年）
- 「啓蒙学者官僚河津祐之と訳業」（『日本古書通信』68巻10号、2003年）
- 「河津祐之と仏学会」（『桜文論叢』58号、2003年）
- 「仏独海軍武官旅順失踪事件と日本」（日露戦争研究会編『日露戦争研究の新視点』成文社、2005年）
- 「小沢豁郎と清仏戦争・清国観」（『政治経済史学』500号、2008年）
- 「軍艦矢矧の大正七年流感禍」（『日本歴史』727号、2008年）

### 訳書
- オーガスタス・H・マウンジー『薩摩反乱記』（平凡社、2006年）

### 『史学雑誌』5月号「回顧と展望」
- 「日本:近現代 一(一九九九年の歴史学界:回顧と展望)」（『史学雑誌』109編5号、2000年）

### 監修
- 「花房義質関係文書 東京都立大学 (1949-2011)付属図書館所蔵 第2期」（岩壁義光・広瀬順晧・堀口修編、北泉社、2002年）

### 史料紹介
- 「和蘭別段風説書とその内容」（『法政大学文学部紀要』16号、1970年）
- 「大津事件に関する梅謙次郎意見書」（『法学志林』94巻3号、1997年）
- 「田中光顕関係文書紹介（一）」（長井純市共編『法政大学文学部紀要』52号、2006年）
- 「田中光顕関係文書紹介（二）」（長井純市共編『法政大学文学部紀要』53号、2006年）
- 「田中光顕関係文書紹介（三）」（長井純市共編『法政大学文学部紀要』54号、2007年）
- 「田中光顕関係文書紹介（四）」（長井純市共編『法政大学文学部紀要』55号、2007年）
- 「田中光顕関係文書紹介（五）」（長井純市共編『法政大学文学部紀要』56号、2008年）
- 「田中光顕関係文書紹介（六）」（長井純市共編『法政大学文学部紀要』57号、2008年）
- 「田中光顕関係文書紹介（七）」（長井純市共編『法政大学文学部紀要』58号、2009年）
- 「田中光顕関係文書紹介（八）」（長井純市共編『法政大学文学部紀要』59号、2009年）
- 「田中光顕関係文書紹介（九）」（長井純市共編『法政大学文学部紀要』60号、2010年）
- 「田中光顕関係文書紹介（十）」（長井純市共編『法政大学文学部紀要』61号、2010年）
- 「田中光顕関係文書紹介（十一）」（長井純市共編『法政大学文学部紀要』62号、2011年）
- 「田中光顕関係文書紹介（十二）」（長井純市共編『法政大学文学部紀要』63号、2011年）
- 「田中光顕関係文書紹介（十三）」（長井純市共編『法政大学文学部紀要』64号、2012年）

## 関連人物
- 藤井甚太郎：安岡昭男の前任の法政大学教授であり、安岡の指導教授。
- 長井純市：安岡の後任の法政大学文学部教授で、安岡の教え子。